# Fidelity European Trust
Fidelity European Trust plc ist eine britische Investmentgesellschaft mit Sitz in London.
Das Ziel des Unternehmens ist es, langfristiges Kapital- und Ertragswachstum durch die überwiegende Anlage in Aktien (und damit verbundene Wertpapiere) von Unternehmen aus Kontinentaleuropa zu generieren. Bis zu 20 % des Bruttovermögens in Unternehmen können außerhalb des Kontinents investiert werden. Es investiert in verschiedene Sektoren wie Finanzwerte, Industriewerte, Gesundheitswesen, zyklische Konsumgüter, Technologie, Basiskonsumgüter, Energie, Grundstoffe, Versorgungsunternehmen, Telekommunikation und Immobilien. Das Aktienportfolio konzentriert sich auf 40 bis 50 diversifizierte Aktien ohne Schwerpunkt auf einen bestimmten Sektor oder eine bestimmte Unternehmensgröße. Im Dezember 2023 beliefen sich die verwalteten Mittel auf insgesamt ca. 1,57 Milliarden Pfund.
Die Fondsmanager des Trusts sind Marcel Stotzel und Samuel Morse von Fidelity International. Am 1. Oktober 2020 änderte das Unternehmen seinen Namen von Fidelity European Values in Fidelity European Trust.
Das Unternehmen ist an der Londoner Börse gelistet und Teil des FTSE 250 Index.